# Elin Süleymanov
Elin Emin oğlu Süleymanov (Bakú, 1970) es un diplomático de Azerbaiyán, Embajador Extraordinario y Plenipotenciario de la República de Azerbaiyán en el Reino Unido de Gran Bretaña e Irlanda del Norte desde 2021.

## Biografía
Elin Suleymanov nació en 1970 en la ciudad de Bakú. En 1989 ingresó en la Facultad de Geografía de la Universidad Estatal de Bakú. En 1992 se graduó de la Facultad de Geografía política de la Universidad Estatal de Moscú. En 1994 obtuvo el título de máster en administración pública de la Universidad de Toledo en Ohio. También estudió en la Escuela de Derecho y Diplomacia Fletcher. Antes del servicio diplomático trabajó con el Alto Comisionado de las Naciones Unidas para los Refugiados en Azerbaiyán y en el Instituto de Investigación de Medios Abiertos en Praga entre 1995 y 1997. 
Habla con fluidez en inglés, turco, ruso y checo.

## Carrera diplomática
Después de haber trabajado como Primer Secretario y agregado de prensa en la Embajada de Azerbaiyán en Estados Unidos, se desempeñó como consejero principal en el Departamento de Relaciones Exteriores de la Administración Presidencial de Azerbaiyán. El 14 de noviembre de 2005, el presidente de la República de Azerbaiyán, Ilham Aliyev, nombró al Cónsul General de la República de Azerbaiyán en Los Ángeles, con rango de Enviado Extraordinario y Plenipotenciario. El 26 de octubre de 2011, Elin Suleymanov fue nombrado Embajador Extraordinario y Plenipotenciario de la República de Azerbaiyán en Estados Unidos. Actualmente Elin Suleymanov es Embajador Extraordinario y Plenipotenciario de la República de Azerbaiyán en el Reino Unido de Gran Bretaña e Irlanda del Norte desde 2021.